# Euhagena palariformis
Euhagena palariformis is een vlinder uit de familie wespvlinders (Sesiidae), onderfamilie Sesiinae.
Euhagena palariformis is voor het eerst wetenschappelijk beschreven door Lederer in 1858. De soort komt voor in het Palearctisch gebied.